# 4356 Маратон
4356 Маратон (енгл. 4356 Marathon) је астероид главног астероидног појаса. Приближан пречник астероида је 12,36 ,
а средња удаљеност астероида од Сунца износи 2,800 астрономских јединица (АЈ).
Инклинација (нагиб) орбите у односу на раван еклиптике је 7,459 степени, а орбитални период износи 1711,733 дана (4,686 године). Ексцентрицитет орбите астероида износи 0,193.
Апсолутна магнитуда астероида износи 13,10 а геометријски албедо 0,066.
Астероид је откривен 17. октобра 1960. године.